# مویو آلکانتارا
مویو آلکانتارا (به ایتالیایی: Mojo Alcantara) یک کومونه در ایتالیا است که در استان مسینا واقع شده‌است. مویو آلکانتارا ۸٫۴ کیلومتر مربع مساحت و ۷۵۶ نفر جمعیت دارد و ۵۳۵ متر بالاتر از سطح دریا واقع شده‌است.